# جوانا هاييس
جوانا دوف هايس (بالإنجليزية: Joanna Dove Hayes)‏ هي عداءة 100 و400 متر حواجز أمريكية ولدت في يوم 23 ديسمبر 1976 في بلدة ويليامسبورت في بنسيلفانيا في الولايات المتحدة، أبرز إنجازاتها هو فوزها بالميدالية الذهبية في دورة الألعاب الأولمبية الصيفية 2004 في أثينا، أفضل رقم شخصي لها هو 12.37 ثانية سجلته في نهائي سباق 100 متر في دورة الألعاب الأولمبية الصيفية 2004 في أثينا.

## روابط خارجية
- جوانا هاييس على موقع الاتحاد الدولي لألعاب القوى (الإنجليزية)
- جوانا هاييس على موقع أوليمبيديا (الإنجليزية)
- جوانا هاييس على موقع اللجنة الأولمبية والبارالمبية الأمريكية (الإنجليزية)